# Pallenopsis
Pallenopsis är ett släkte av havsspindlar. Pallenopsis ingår i familjen Phoxichilidiidae.

## Dottertaxa tillPallenopsis, i alfabetisk ordning[1]
- Pallenopsis alcocki
- Pallenopsis angusta
- Pallenopsis annandalei
- Pallenopsis antipoda
- Pallenopsis arctica
- Pallenopsis bicuspidata
- Pallenopsis boehmi
- Pallenopsis brevidigitata
- Pallenopsis bulbifera
- Pallenopsis buphtalmus
- Pallenopsis calcanea
- Pallenopsis californica
- Pallenopsis candidoi
- Pallenopsis capensis
- Pallenopsis childi
- Pallenopsis cidaribata
- Pallenopsis comosa
- Pallenopsis conirostris
- Pallenopsis creekiana
- Pallenopsis crosslandi
- Pallenopsis denticulata
- Pallenopsis dentifera
- Pallenopsis desperado
- Pallenopsis fluminensis
- Pallenopsis forficifera
- Pallenopsis gippslandiae
- Pallenopsis glabra
- Pallenopsis guineensis
- Pallenopsis gurjanovi
- Pallenopsis hiemalis
- Pallenopsis hodgsoni
- Pallenopsis hoeki
- Pallenopsis hoekiana
- Pallenopsis intermedia
- Pallenopsis juttingae
- Pallenopsis kempfi
- Pallenopsis knipovichi
- Pallenopsis kupei
- Pallenopsis latefrontalis
- Pallenopsis lattina
- Pallenopsis leiopus
- Pallenopsis longimana
- Pallenopsis longirostris
- Pallenopsis longiseta
- Pallenopsis macneilli
- Pallenopsis mariae
- Pallenopsis mascula
- Pallenopsis mauii
- Pallenopsis meinerti
- Pallenopsis meridionalis
- Pallenopsis mixta
- Pallenopsis moebiusi
- Pallenopsis mollissima
- Pallenopsis notiosa
- Pallenopsis obliqua
- Pallenopsis oculotuberculosis
- Pallenopsis oscitans
- Pallenopsis ovalis
- Pallenopsis paramollis
- Pallenopsis patagonica
- Pallenopsis persimilis
- Pallenopsis pilosa
- Pallenopsis profundis
- Pallenopsis richeri
- Pallenopsis safari
- Pallenopsis schmitti
- Pallenopsis scoparia
- Pallenopsis sexacentra
- Pallenopsis sibogae
- Pallenopsis spinipes
- Pallenopsis stylirostris
- Pallenopsis temperans
- Pallenopsis tongaensis
- Pallenopsis triregia
- Pallenopsis tritonis
- Pallenopsis truncatula
- Pallenopsis tumidula
- Pallenopsis tydemani
- Pallenopsis vanhoffeni
- Pallenopsis variioculata
- Pallenopsis verrucosa
- Pallenopsis villosa
- Pallenopsis virgata